# Volez !
Volez ! est un magazine mensuel aéronautique français, à tendance généraliste et multidisciplinaire.
Le premier numéro de Volez ! est paru en juin 1997.
La ligne éditoriale est résumée par le sous-titre L'aéropratique, la rédaction ayant pour but de donner aux lecteurs des informations pratiques sur toutes les disciplines aéronautiques grand public.
Trois activités principales sont cependant traitées plus particulièrement à chaque numéro : le vol moteur, nom donné dans le milieu à l'avion léger, l'ULM et le vol à voile.
Outre ses activités mensuelles, Volez ! publie plusieurs hors-série annuels. Parmi ceux-ci, on compte un numéro spécial sur les Meetings aériens et surtout un Hors-série « Carrières Aéronautiques » qui s'est imposé au fil du temps comme la référence de l'information pratique pour ceux qui souhaitent exercer un métier en rapport avec l'aéronautique.
De nombreuses actions de sensibilisation ont également été lancées par Volez !, conduisant parfois à faire évoluer la réglementation (Pétition pour la défense des baptêmes de l'air par exemple).
Le Tribunal de Créteil a prononcé, le 26 mars 2014, la liquidation judiciaire de la société Cavok éditrice du magazine Volez ! Ce mensuel lancé il y a 17 ans par Dominique Méglioli interrompt donc sa parution au numéro 189 de mars 2014.